# Монхайм (Швабия)
Монхайм (нем. Monheim) — город в Германии, в земле Бавария.
Подчинён административному округу Швабия. Входит в состав района Донау-Рис. Население составляет 4820 человек (на 31 декабря 2010 года). Занимает площадь 69,35 км². Официальный код — 09 7 79 186.
Крупнейшее предприятие Монхайма — Hama GmbH & Co KG — европейский лидер по производству аксессуаров для фото-,видео-,аудио- и компьютерной техники. Только в Монхайме на предприятиях фирмы Hama работает свыше 1200 человек.